# Galilei-transformation
Galilei-transformationerne er betegnelsen for en række formler med hvilke, man kan beregne position, hastighed og acceleration for den samme begivenhed set fra forskellige inertialsystemer. Transformationerne er navngivet efter deres opfinder Galileo Galilei og er grundlæggende i Isaac Newtons klassiske mekanik. For hastigheder tæt på lysets hastighed afviger Galilei-transformationernes værdier for meget fra de observerede værdier, og man anvender derfor i sådanne tilfælde Lorentz-transformationerne – disse er omvendt grundlæggende for den specielle relativitetsteori.

## Sammenhængene og formlerne

### Fysisk situation
Galilei-transformationerne beskriver tilfælde, hvor den samme begivenhed måles ud fra to forskellige observatører. Til hver observatør er der knyttet et koordinatsystem i tre dimensioner, dvs. med en x-, en y- og en z-akse, hvor ingen af akserne buer, og rummet således ikke krummer. Matematisk forklaret opfylder koordinatsystemerne den pythagoræiske læresætning. Et sådant koordinatsystem kaldes et referencesystem. For at Galilei-transformationerne fungerer, skal det yderligere gælde, at referencesystemerne, eller observatørerne, bevæger sig med en konstant hastighed i forhold til hinanden, hvilket gør systemerne til inertialsystemer pr. definition.

### Udledning
Observeres en begivenhed i de to inertialsystemer, vil der være forskelle i deres værdier. Inertialsystemerne kan for overskuelighedens skyld deles op i et S-system og et S' -system (S'  udtales "S-mærke"), hvor S har en hastighed på 0, mens S'  har den konstante hastighed v. Orienterer vi akserne i de to initialsystemer således at de er sammenfaldende til tiden t=0 og således at bevægelsen kun foregår i x-aksens retning og dermed at begivenheden har samme y-, z- og t- koordinat i både S og S' . får vi følgende relationer mellem akserne i de to systemer:
{\displaystyle x'=x-vt}

{\displaystyle y'=y}

{\displaystyle z'=z}

{\displaystyle t'=t}

hvor mærket markerer, at det er værdien i S' -systemet. For x' -værdien vil denne også være lig x til tiden t=0.
Man kan også udtrykke det således: positionen (langs x-aksen) af begivenheden vil i S'  være lig med positionen i S minus den afstand som S'  har tilbagelagt i tidsrummet t.

## Konsekvenser
Af formlerne ovenfor ses det, at det placering er afhængig af inertialsystemernes indbyrdes hastighedforskel, mens tiden i sig selv er absolut og altså fuldstændig uafhængig.
For at kunne omregne hastighed og acceleration skal man huske på, at hastighed er ændring i position over tid, mens acceleration er ændring i hastighed over tid. Formlerne skal altså henholdsvis differentieres og dobbeltdifferentieres. For hastighed (symboliseret ved u) bliver det:
{\displaystyle u_{x}'=u_{x}-v}

{\displaystyle u_{y}'=u_{y}}

{\displaystyle u_{z}'=u_{z}}

Formlerne giver intuitivt mening: y- og z-positionerne er uændrede i S', så de tilsvarende hastigheder må også være de samme. For hastigheden i x-retningen må den i S være den samme som i S' plus S''s hastighed. Hastigheden i x-retningen er altså kun afhængig af inertialsystemets hastighed.
For acceleration (skrevet a) differentieres transformationerne for hastighed:
{\displaystyle a_{x}'=a_{x}}

{\displaystyle a_{y}'=a_{y}}

{\displaystyle a_{z}'=a_{z}}

Nu ses det, at der ikke på noget tidspunkt eller nogen værdi af v vil være en forskel i accelerationerne målt i de to inertialsystemer – acceleration er med andre ord invariant. Jf. Newton er kraft givet ved
{\displaystyle F=ma}

Så antages det, at massen er absolut, må kræfterne i de to inertialsystemer også være de samme. hvilket vil sige, at man ikke oplever kræfter anderledes, hvis man bevæger sig med en anden konstant hastighed. Dette kaldes for det Newtonske relativitetsprincip.

## Fodnoter
1. 1 2  Dam, Mogens. "Fra det Newtonske til det specielle relativitetsprincip", Introduktion til den specielle relativitetsteori (7. udgave), Niels Bohr Instituttet 2007, København, s. 2-5. Hentet d. 16. januar 2013.